# Thecocarcelia oculata
Thecocarcelia oculata är en tvåvingeart som först beskrevs av Baranov 1935.  Thecocarcelia oculata ingår i släktet Thecocarcelia och familjen parasitflugor. Inga underarter finns listade i Catalogue of Life.